# Fuerte Nahargarh
El Fuerte Nahargarh es una antigua fortaleza a orillas de las montañas Aravalli, situado sobre la ciudad de Jaipur, en el estado de Rajasthan, India. Junto a los fuertes de Amber y Jaigarh formaba la defensa de la ciudad de Jaipur. Fue construido en 1734 por Jai Singh II. En 1857 sirvió de refugio para los europeos que huían de los sipayos; fue ampliado en 1868.
Nahargarh significa ‘Fuerte del Tigre’ y habría recibido el nombre por el mítico príncipe Nahar, cuyo espíritu era como el del tigre; ese espíritu habría obstaculizado la construcción del fuerte. Actualmente se encuentra en mal estado, incluso en ruinas en algunas partes. Cuenta con nueve apartamentos para las 9 mujeres del maharajá. La zona era el sitio donde el maharajá iba a menudo de cacería.

## Galería de imágenes

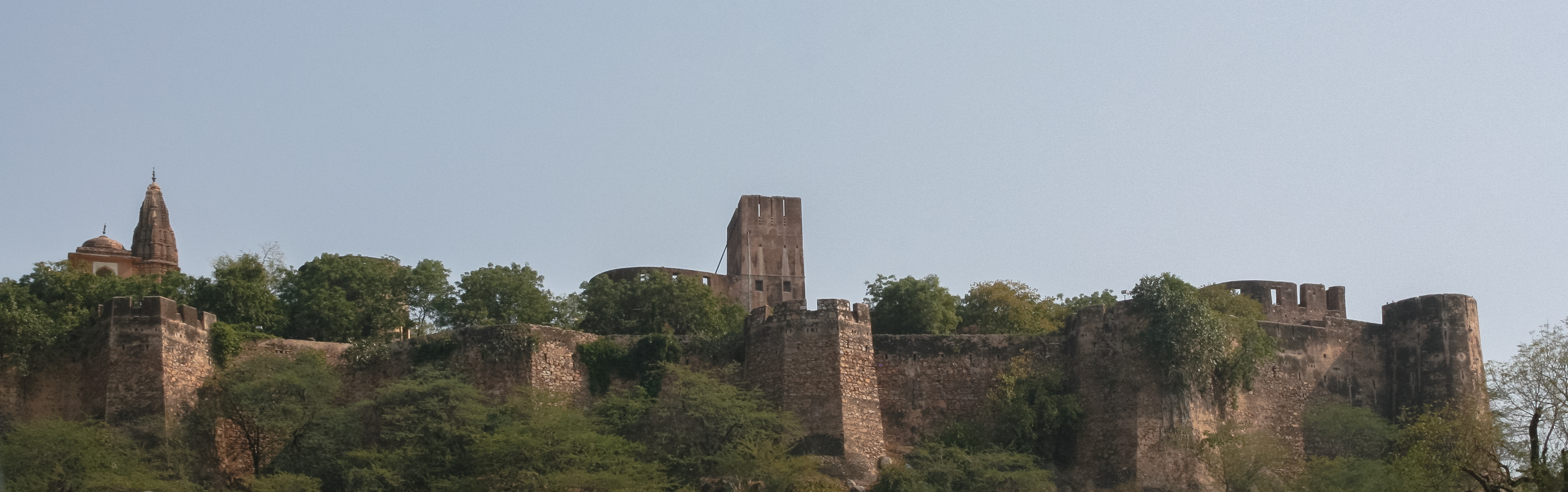
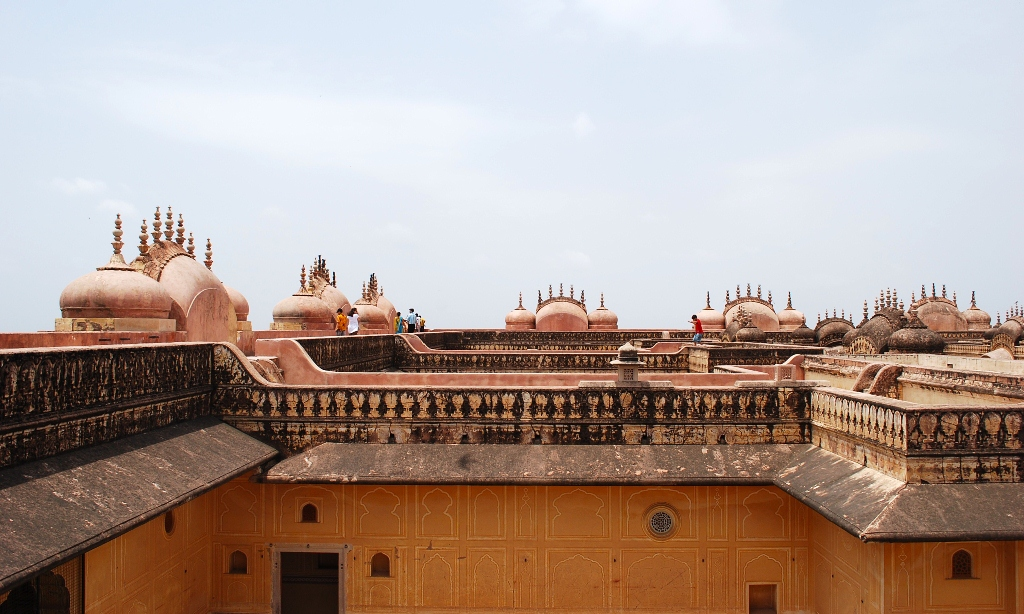
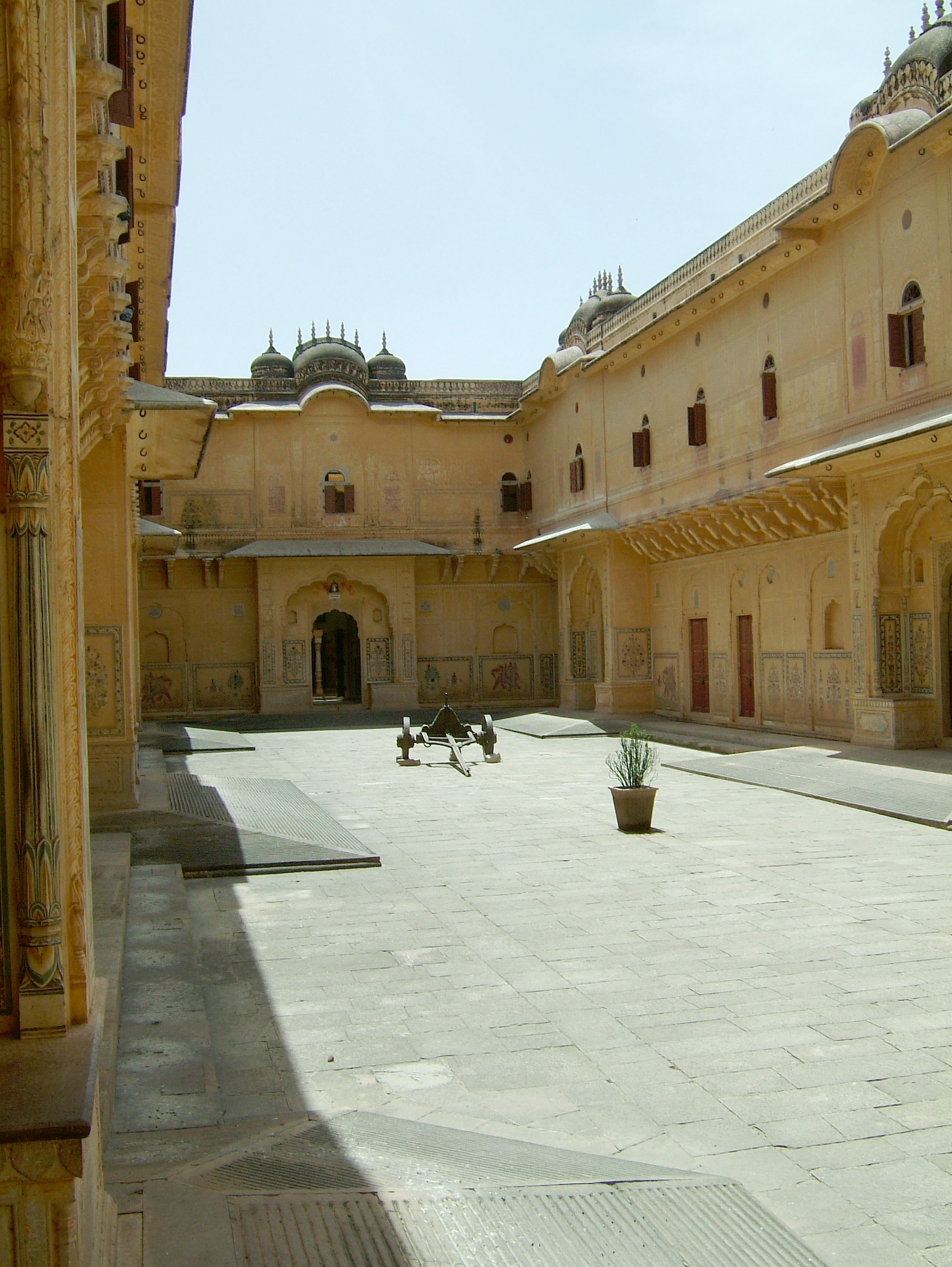
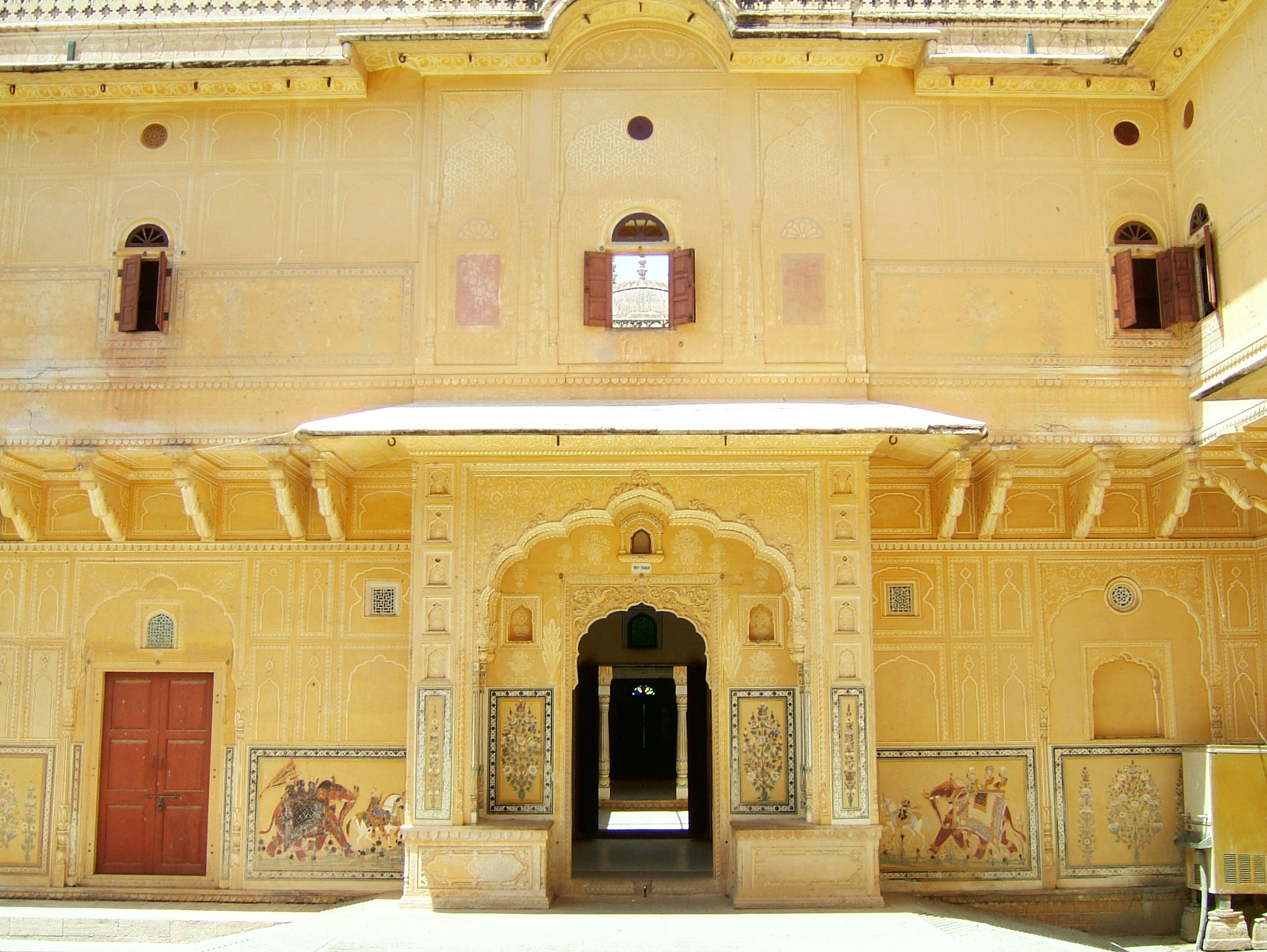